# Sakai Yohei
Yohei Sakai (sinh ngày 10 tháng 4 năm 1986) là một cầu thủ bóng đá người Nhật Bản.

## Sự nghiệp câu lạc bộ
Yohei Sakai đã từng chơi cho Yokohama FC, SC Sagamihara, Mito HollyHock và Thespakusatsu Gunma.